# Кристиан Фридрих Карл фон Кастел-Ремлинген
Кристиан Фридрих Карл фон Кастел-Ремлинген (на немски: Christian Friedrich Carl zu Castell-Remlingen) от род Кастел е граф и господар на Кастел (1735 – 1773).

## Биография
Роден е на 26 февруари 1730 година в Кастел. Той е син на граф Волфганг Георг II фон Кастел-Ремлинген (1694 – 1735) и графиня Фридерика фон Ортенбург (1712 – 1758), дъщеря на граф Йохан Георг фон Ортенбург (1686 – 1725) и принцеса Мария Албертина фон Насау (1686 – 1768). Сестра му Албертина Рената (1735 – 1804) е омъжена на 9 май 1778 г. за принц Фридрих Еберхард фон Хоенлое-Кирхберг (1737 – 1804), полковник във Вюртемберг, син на княз Карл Август фон Хоенлое-Кирхберг.
По времето на управлението на баща му заедно с двамата му братя Август Франц Фридрих (1705 – 1767) и Лудвиг Фридрих (1707 – 1772) и полубрат му Карл Фридрих Готлиб (1679 -1743) страната е разделена на четири части. След ранната смърт на баща му Волфганг Георг II през 1735 г. Кристиан Фридрих Карл е през 1736 г. под опекунството на майка му също на графовете Хектор Вилхелм фон Корнфал и Филип Хайнрих фон Хоенлое-Ингелфинген. През 1752 г. Кристиан Фридрих Карл е обявен за пълнолетен от император Франц I Стефан. Той поема управлението на графството Кастел.
През 1762 г. той наследява собственостите на братовчед си Кристиан Адолф Фридрих Готлиб. През 1767 г. получава също наследството на чичо си Август Франц Фридрих и 1772 г. чичо си Лудвиг Фридрих. Така Кристиан Фридрих Карл има целите собствености на Кастел-Ремлинген.
Кристиан Фридрих Карл умира на 15 октомври 1773 година в Кастел на 43-годишна възраст.

## Фамилия
Кристиан Фридрих Карл фон Кастел-Ремлинген се жени на 25 октомври 1761 г. в Рюденхаузен за роднина си графиня Катарина Хедвиг фон Кастел-Ремлинген (* 25 октомври 1730, Рюденхаузен; † 17 януари 1783, Кастел), дъщеря на чичо му граф Карл Фридрих Готлиб фон Кастел-Ремлинген (1679 – 1743) и графиня Фридерика Елеонора фон Кастел-Рюденхаузен (1701 – 1760), наследничка на Рюденхаузен. Те имат децата:
- Албрехт Фридрих Карл (* 2 май 1766, Ремлинген; † 11 април 1810, Кастел), женен в Кастел на 30 април 1788 г. за принцеса Амалия фон Льовенщайн-Вертхайм-Фройденберг (* 2 април 1771; † 25 май 1823)
- Кристиан Лудвиг Фердинанд (* 14 април 1768, Рюденхаузен; † 16 декември 1768, Ремлинген)
- Кристиан Фридрих (* 21 април 1772, Ремлинген; † 28 март 1850, Рюденхаузен)[5], граф и господар на Кастел-Рюденхаузен от 15 октомври 1773 г., женен I. в Ангерн на 21 април 1797 г. (развод 1803) за графиня Албертина фон дер Шуленбург (* 16 февруари 1778, Магдебург; † 30 октомври 1838, Мускау), II. в Рюденхаузен на 25 юни 1804 (развод във Вюрцбург 29 септември 1811) за графиня Луиза Каролина фон Ортенбург (* 15 януари 1782, Ортенбург; † 15 декември 1847, Аугсбург), III. в Кастел на 2 август 1812 г. за принцеса Амалия фон Льовенщайн-Вертхайм-Фройденберг (* 2 април 1771; † 25 май 1823)
- Каролина (* 22 април 1770, Рюденхаузен; † 19 май 1771, Ремлинген)